# Mission militaire française au Japon (1872-1880)
Pour les articles homonymes, voir Mission militaire française au Japon.
 (novembre 2012).

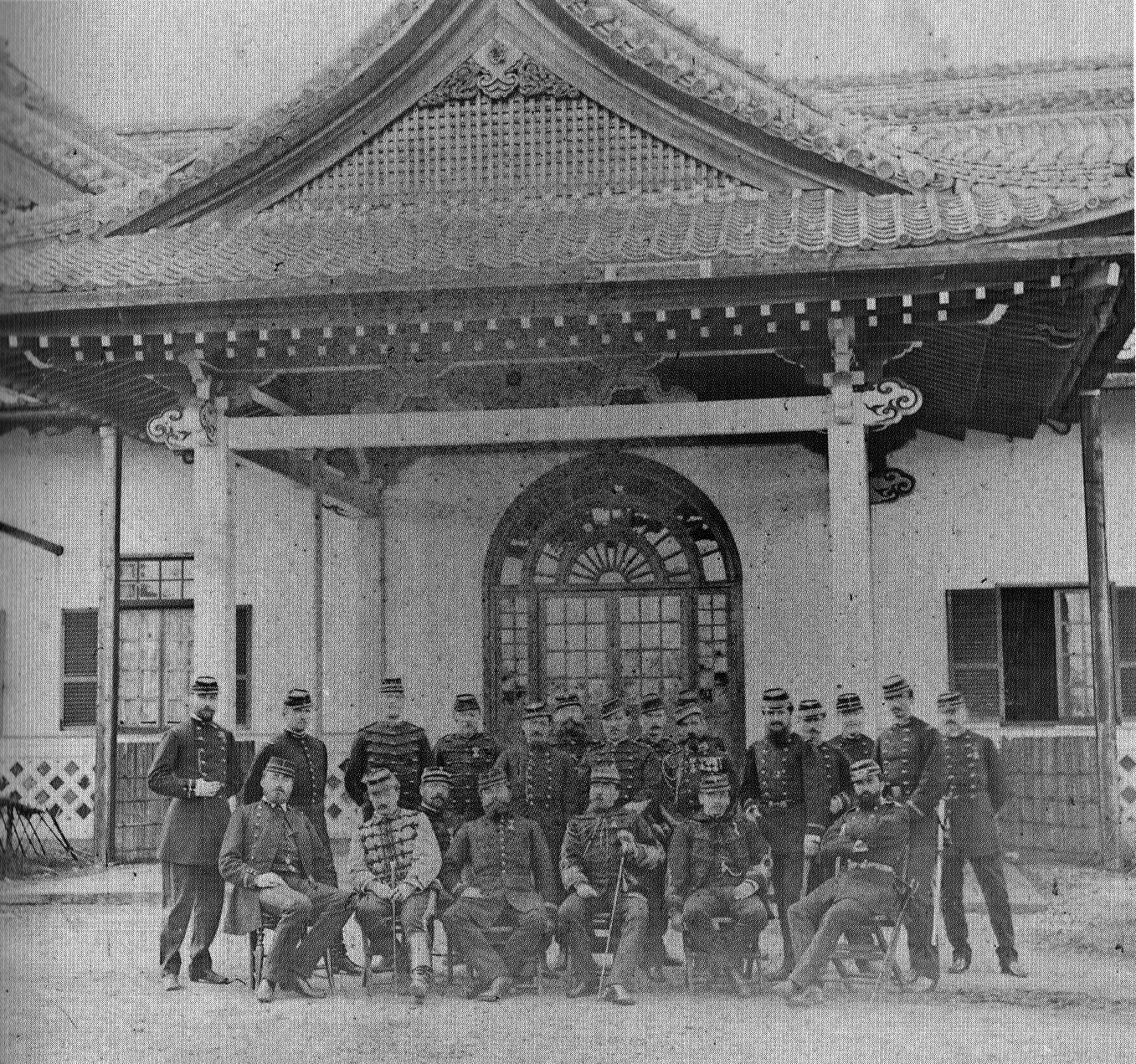
Deuxième mission militaire française au Japon (1872–1880).

La mission militaire française au Japon de 1872–1880, deuxième mission militaire française dans ce pays, succède à la mission militaire française au Japon (1867-1868) qui se termine avec la guerre de Boshin et l'établissement du règne de l'empereur Meiji.

## Contexte
L'envoi de cette deuxième mission militaire française au Japon est assez inattendue puisque la première mission militaire s'est rangée au côté du shogun Tokugawa Yoshinobu contre le gouvernement en place de l'empereur Meiji lors de la guerre de Boshin. Qui plus est, la France a quelque peu perdu de son prestige militaire à la suite de la défaite à l'issue de la guerre franco-allemande de 1870.
Néanmoins, la France conserve encore un certain attrait pour le Japon. Cette opinion est exprimée par le ministre japonais des Affaires étrangères Iwakura Tomomi lors de sa visite (mission Iwakura) en France en 1873 :

« Le ministre des Affaires étrangères du Mikado [Iwakura] disait à notre représentant après notre lutte fatale contre l'Allemagne : “Nous connaissons les malheurs que la guerre a infligés à la France, mais cela n'a changé en rien notre opinion sur les mérites de l'armée française, qui a montré un tant de bravoure contre des troupes supérieures en nombre” »

— Revue des Deux Mondes (Mars - Avril 1873). «Le Japon depuis l’Abolition du Taïcounat»

## La Mission

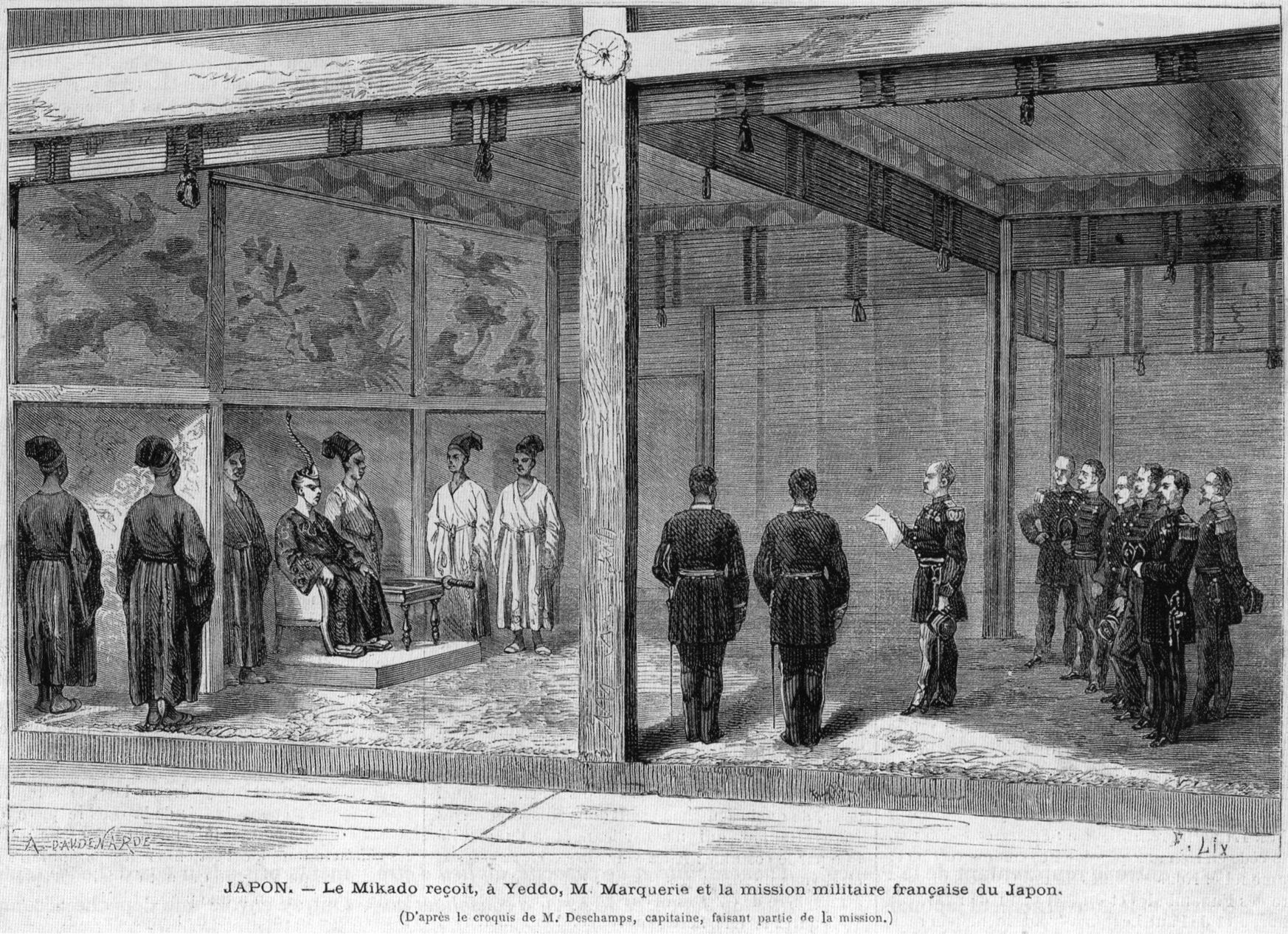
Réception de la deuxième mission militaire française au Japon, 1872 par l'empereur Meiji.

La mission arrive au Japon en mai 1872, menée par le lieutenant colonel Charles Antoine Marquerie (1824–1894). Il est plus tard remplacé par le colonel Charles Claude Munier.
La mission est composée de neuf officiers, 14 sous-officiers, un chef de musique (Gustave Désiré Dragon), un vétérinaire et deux artisans. La mission comprend un célèbre membre, Louis Kreitmann (1851-1914), ingénieur de l'armée et capitaine (« Capitaine du Génie »). Louis Kreitmann, qui deviendra directeur de la prestigieuse École polytechnique, prend environ 500 photographies qui sont à présent conservées à l'Institut des Hautes Études Japonaises au Collège de France à Paris.
Les membres de la mission sont embauchés avec des contrats triennaux et des salaires mensuels de 150 à 400 yens (à titre de comparaison, à l'époque le salaire du Premier ministre japonais est de 500 yens, et un enseignant fraîchement diplômé reçoit 5 yen par mois).
La marine française et le gouvernement français envoient le capitaine de vaisseau Henri Rieunier en mission diplomatique de trente deux mois, de 1875 à 1878, dans l'Extrême-Orient à bord du croiseur le Laclocheterie principalement au Japon. L'amiral Henri Rieunier aura des entretiens avec le Mikado et fera partie de l'escorte du navire de sa majesté l'empereur le Takawo-Maru de Yokohama à Kobé. Il aura des entretiens avec les principaux dignitaires du régime et avec l'ancien et dernier shogun. Il rapportera de sa mission un grand nombre de photographies des personnages et ministres rencontrés dont plusieurs du mikado dont l'une porte la dédicace de la main de l'empereur du Japon, toutes sont inédites, à haute portée historique, et uniques au monde.

## Activités

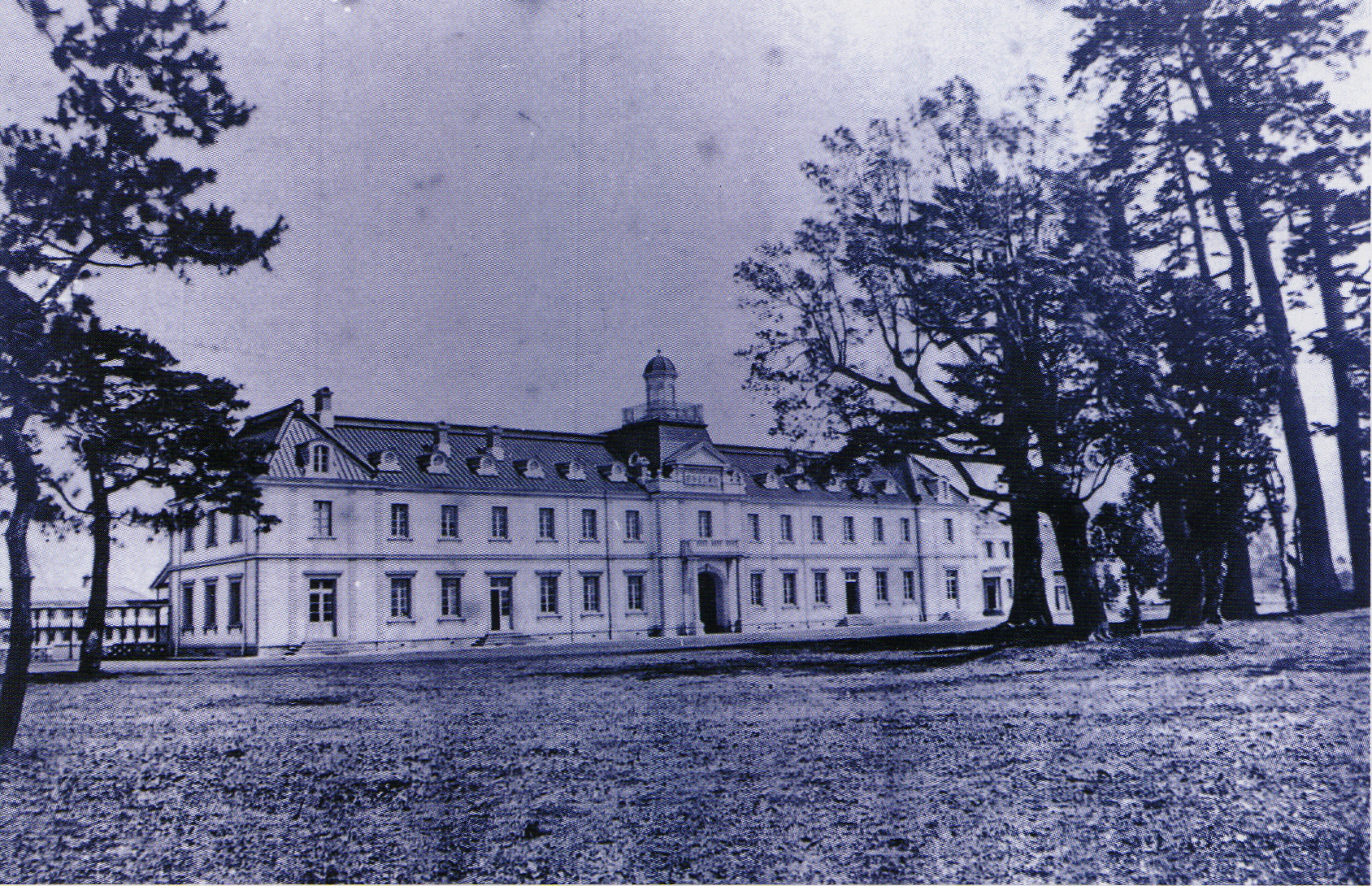
Académie militaire d'Ichigaya (市ヶ谷陸軍士官校) construite par la deuxième mission militaire française sur les terrains de l'actuel ministère japonais de la Défense (photographie de 1874).

La tâche de la mission est d'aider à réorganiser l'armée impériale japonaise et d'établir la première conscription promulguée en janvier 1873. La loi établit le service militaire pour tous les hommes, pour une durée de trois ans, avec quatre années supplémentaires dans la réserve.
La mission française a été principalement à l'école militaire d'Ueno pour les sous-officiers. Entre 1872 à 1880, diverses écoles et établissements militaires ont été mis en place sous la direction de la mission, dont :
- Création de la Gakko Toyama, première école pour former et éduquer officiers et sous-officiers.
- Une école de tir, utilisant des fusils français.
- Un arsenal de fabrication d'armes et de munitions  équipé de machines françaises, qui emploie 2 500 travailleurs
- Des batteries d'artillerie dans la banlieue de Tokyo.
- Une usine de poudre à canon.
- Une académie militaire pour les officiers de l'armée à Ichigaya, inauguré en 1875, sur le terrain de l'actuel ministère japonais de la Défense.

Entre 1874 et la fin de son mandat, la mission est chargée de la construction des défenses côtières du Japon.
La mission se déroule dans le contexte d'une situation interne tendue au Japon, avec la révolte de Saigō Takamori lors de la rébellion de Satsuma et contribue de manière significative à la modernisation des forces impériales avant le conflit.
Certains membres de la mission essayent également d'apprendre les arts martiaux japonais : Villaret et Kiehl sont membres du dojo de Sakakibara Kenkichi, un maître du Kage Ryu Jikishin, une forme d'escrime (kenjutsu), faisant d'eux les premiers étudiants occidentaux des arts martiaux japonais.

## Postérité
Une troisième mission militaire française au Japon (1884-1889) aura lieu avec cinq hommes, mais le Japon invite également l'Allemagne de 1886 à 1889 pour obtenir des conseils militaires.
Vers cette époque, cependant, la France acquiert une influence considérable sur la marine impériale japonaise, avec l'envoi de l'ingénieur Louis-Émile Bertin qui dirige la conception et la construction de la première grande marine moderne du Japon à partir de 1886.
L'amiral Henri Rieunier est envoyé, en mission diplomatique par le gouvernement de la France, au Japon de 1885 à 1887 à bord du cuirassé le "Turenne", le seul officier général sur le sol nippon, il aura de nombreux entretiens avec notamment le ministre de la guerre, le maréchal Ivao Oyama, et les ministres des affaires étrangères le comte Kaoru Inouyé et celui de la marine le vice-amiral comte Kawamura, il aura avec l'empereur du Japon, des audiences privées.

## Quelques autres membres de la mission

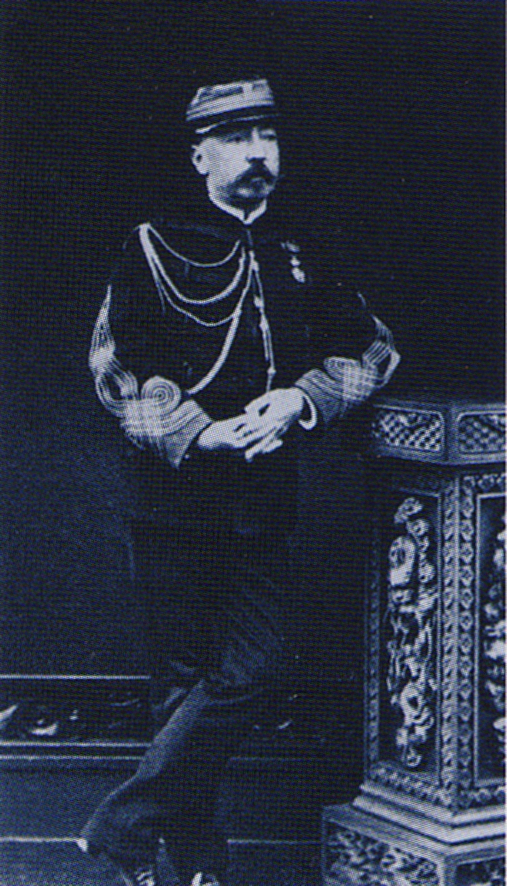
Colonel Munier, deuxième commandant de la deuxième mission militaire français au Japon. photographie de 1874.

- Armand Pierre André Echemann (11 avril 1872 - 18 janvier 1875). Capitaine d'infanterie (exercices militaires, tir, entraînement physique et théorie).
- Joseph Auguste Cros (11 avril 1872 – 29 février 1876). Sous-lieutenant d'infanterie (exercices militaires, tir, entraînement physique et théorie).
- François Joseph Ducros (26 mai ?  – 10 avril 1877). Sergent d'infanterie (enseignement en éducation physique).
- Alexandre Étienne Bouguin (29 octobre 1875 – 31 décembre 1879). Lieutenant d'infanterie (théorie du tir).
- Joseph Kiehl (27 septembre 1884 – 24 juillet 1887). Maître d'armes et maréchal des logis (professeur d'éducation physique et escrime)
- Étienne de Villaret (29 octobre 1884 – 28 octobre 1887). Lieutenant (stratégie, théorie et technique du tir).
- Henri Berthaut (engagé le 29 octobre 1884). Lieutenant (administration de la mission, calendrier des cours). Réembauché le 29 octobre 1886.
- Henri Lefèbvre (25 septembre 1887 – 26 janvier 1889). Capitaine d'infanterie (stratégie, tir, théorie de l'activité physique).
- Henri Rieunier (croiseur Le Laclocheterie de 1875 à 1877). Capitaine de vaisseau,en mission diplomatique de la France.
- Henri Babey, divers domaines.
- Jean-François Barberot (11 avril 1872 - 11 avril 1877). Sergent.
- Antoine Barré, né le 28 décembre 1853 à Nancy[3] et mort le 14 juin 1926 dans le 16e arrondissement de Paris, est un capitaine d'artillerie et ingénieur militaire qui fut membre de la deuxième mission militaire française au Japon. Son contrat de conseiller étranger avec le ministère japonais de la Guerre débute le 26 octobre 1878 et se termine le 5 mai 1880 mais il n'arrive au Japon que le 22 janvier 1879. Il retourne en France le 25 juin 1880[4].
- Fleury Albert, professeur de langue.